# Asia's Next Top Model (Mùa 7)
Asia's Next Top Model, Mùa 7 là mùa giải thứ bảy của chương trình Asia's Next Top Model, được công chiếu bắt đầu từ ngày 27/5/2019. Chủ đề của mùa giải thứ 7: Future Fashion (Thời Trang Tương Lai).
Mùa giải gồm 14 thí sinh đến từ Indonesia, Philippines, Malaysia, Singapore, Thái Lan, Đài Loan, Hồng Kông, Nhật Bản và Việt Nam.
Giải thưởng mùa này bao gồm: 1 chiếc ô tô Subaru Impreza, xuất hiện trên trang bìa tạp chí Nylon Singapore và 1 hợp đồng với công ty quản lý người mẫu Storm Model Management ở Luân Đôn.
Quán quân của Asia's Next Top Model mùa 7 là Lilly Nguyễn, 25 tuổi đến từ Việt Nam.

## Vòng sơ tuyển
Diễn ra tại 3 địa điểm:
- 22/10/2018 tại House Manila Club, Resorts World Manila, Manila, Philippines.
- 29/10/2018 tại Grand Caymans, Level 10, Sunway Resort Hotel and Spa, Kuala Lumpur, Malaysia.
- 5/11/2018 tại The Hermitage, A Tribute Portfolio Hotel, Jakarta, Indonesia.

Ngoài ra, còn có hình thức đăng kí và tuyển chọn trực tuyến nếu người dự thi không thể xuất hiện tại vòng sơ tuyển.

## Thí sinh
(Tính theo tuổi khi còn trong cuộc thi)
| Đại diện    | Thí sinh                   | Tuổi | Chiều cao              | Bị loại ở | Hạng |
| ----------- | -------------------------- | ---- | ---------------------- | --------- | ---- |
| Malaysia    | Hallona Fellona            | 24   | 1,76 m (5 ft 9+1⁄2 in) | Tập 2     | 14   |
| Hồng Kông   | Clarie Yun                 | 19   | 1,78 m (5 ft 10 in)    | Tập 3     | 13   |
| Philippines | Yuli Pangestu              | 26   | 1,78 m (5 ft 10 in)    | Tập 3     | 12   |
| Indonesia   | Priscilla Keylah           | 21   | 1,70 m (5 ft 7 in)     | Tập 4     | 11   |
| Đài Loan    | Yinni Zhang-Jin            | 20   | 1,68 m (5 ft 6 in)     | Tập 5     | 10   |
| Indonesia   | Desy Robethson             | 23   | 1,71 m (5 ft 7+1⁄2 in) | Tập 6     | 9    |
| Thái Lan    | Jennifer Kampon Kontrakoon | 24   | 1,72 m (5 ft 7+1⁄2 in) | Tập 7     | 8    |
| Malaysia    | Sarah Mashona              | 23   | 1,72 m (5 ft 7+1⁄2 in) | Tập 8     | 7    |
| Philippines | Garibelle Carrasco         | 18   | 1,72 m (5 ft 7+1⁄2 in) | Tập 9     | 6    |
| Nhật Bản    | Ako Sumin Hakoyama         | 18   | 1,74 m (5 ft 8+1⁄2 in) | Tập 10    | 5    |
| Thái Lan    | Chawan Fusuamakawa         | 21   | 1,70 m (5 ft 7 in)     | Tập 11    | 4    |
| Singapore   | Alisha Ash Meight          | 25   | 1,77 m (5 ft 9+1⁄2 in) | Tập 13    | 3-2  |
| Philippines | Esther Cortisa             | 23   | 1,78 m (5 ft 10 in)    | Tập 13    | 3-2  |
| Việt Nam    | Lilly Nguyễn               | 25   | 1,78 m (5 ft 10 in)    | Tập 13    | 1    |

### Giám khảo chính
- Cindy Bishop (Dẫn chương trình)
- Yu Tsai (Giám đốc sáng tạo)
- Cara G. McIlroy (Cố vấn người mẫu)

## Thứ tự loại trừ
| 1  | Jennifer  | Chawan    | Lilly Ako Jennifer | Alisha    | Chawan    | Garibelle | Lilly     | Ako       | Esther    | Esther    | Lilly  | Alisha | Lilly  |  |  |
| 2  | Desy      | Garibelle | Lilly Ako Jennifer | Desy      | Jennifer  | Lilly     | Ako       | Chawan    | Ako       | Lilly     | Chawan | Lilly  | Alisha |  |  |
| 3  | Sarah     | Yinni     | Lilly Ako Jennifer | Priscilla | Esther    | Jennifer  | Alisha    | Garibelle | Chawan    | Chawan    | Esther | Esther | Esther |  |  |
| 4  | Lilly     | Desy      | Garibelle          | Garibelle | Sarah     | Ako       | Sarah     | Alisha    | Garibelle | Alisha    | Alisha | Chawan |        |  |  |
| 5  | Priscilla | Priscilla | Alisha             | Lilly     | Garibelle | Esther    | Esther    | Lilly     | Alisha    | Ako       | Ako    |        |        |  |  |
| 6  | Alisha    | Clarie    | Chawan             | Yinni     | Yinni     | Chawan    | Jennifer  | Sarah     | Lilly     | Garibelle |        |        |        |  |  |
| 7  | Esther    | Lilly     | Sarah              | Sarah     | Alisha    | Sarah     | Chawan    | Esther    | Sarah     |           |        |        |        |  |  |
| 8  | Ako       | Sarah     | Priscilla          | Ako       | Lilly     | Desy      | Garibelle | Jennifer  |           |           |        |        |        |  |  |
| 9  | Hallona   | Jennifer  | Esther             | Jennifer  | Desy      | Alisha    | Desy      |           |           |           |        |        |        |  |  |
| 10 | Garibelle | Yuli      | Desy               | Chawan    | Ako       | Yinni     |           |           |           |           |        |        |        |  |  |
| 11 | Clarie    | Alisha    | Yinni              | Esther    | Priscilla |           |           |           |           |           |        |        |        |  |  |
| 12 | Yinni     | Esther    | Yuli               | Yuli      |           |           |           |           |           |           |        |        |        |  |  |
| 13 | Chawan    | Ako       | Clarie             |           |           |           |           |           |           |           |        |        |        |  |  |
| 14 | Yuli      | Hallona   |                    |           |           |           |           |           |           |           |        |        |        |  |  |

     Thí sinh bị loại.
     Thí sinh chiến thắng cuộc thi.
     Thí sinh được miễn loại.
     Thí sinh bị loại nhưng được cứu

### Buổi chụp ảnh
- Tập 1: Áo tắm ở bãi biển
- Tập 2: Tác hại của khói thuốc
- Tập 3: Leo núi cùng bộ cánh sặc sỡ
- Tập 4: Thực vật
- Tập 5: Thời trang trên nóc nhà
- Tập 6: Nguyên liệu tái chế
- Tập 7: Chụp hình với bò sát
- Tập 8: Clip nhạc của Enrique Iglesias, "Tired of Being Sorry" – "Anh chán phải xin lỗi"
- Tập 9: Xe bốc cháy trong sa mạc
- Tập 10: Quảng cáo bộ mỹ phẩm Covergirl Queen Collection
- Tập 11: Múa rồng và múa sư tử
- Tập 12: Vạn lý trường thành
- Tập 13: Quảng cáo son nước làm từ rượu trái cây Covergirl Wetslicks Fruit Spritzers

## Liên kết
- Official website Lưu trữ ngày 8 tháng 4 năm 2017 tại Wayback Machine
- Asia's Next Top Model on STAR World